# Marcel Laurens
Marcel Laurens (Mechelen, 21 juni 1952) is een Belgisch voormalig wielrenner.

## Overwinningen
1974
- Brussel-Opwijk

1976
- Heist-op-den-Berg

1977
- Booischot
- Ronde van Limburg
- Herzele

1978
- Brabantse Pijl

1979
- Diest
- GP Jef Scherens
- Sint-Katelijne-Waver

1980
- GP du Tournaisis
- GP Frans Verbeeck
- Heist-op-den-Berg

1981
- Onze-Lieve-Vrouw Waver

1982
- Heist-op-den-Berg

1984
- Putte-Mechelen
- Wielsbeke

## Resultaten in voornaamste wedstrijden
| Jaar | Ronde van Italië | Ronde van Frankrijk | Ronde van Spanje |
| ---- | ---------------- | ------------------- | ---------------- |
| 1976 |                  |                     |                  |
| 1978 |                  | 60e                 |                  |
| 1979 |                  |                     |                  |
| 1980 |                  | 64e                 |                  |
| 1981 |                  | 110e                |                  |
| 1982 |                  | 100e                |                  |
| 1983 |                  | 88e (laatste)       | 58e              |

| Jaar | Milaan-San Remo | Ronde van Vlaanderen | Parijs-Roubaix | Luik-Bast.‑Luik | Brabantse Pijl | Kuurne-Brussel-Kuurne |
| ---- | --------------- | -------------------- | -------------- | --------------- | -------------- | --------------------- |
| 1976 | 71e             | 36e                  |                |                 |                |                       |
| 1978 | 140e            | 20e                  |                | 38e             | Goud           | 7e                    |
| 1979 |                 |                      |                | 15e             | 10e            |                       |
| 1980 | 125e            |                      |                |                 |                |                       |
| 1981 |                 |                      | 50e            |                 |                |                       |
| 1982 |                 |                      |                |                 |                |                       |
| 1983 |                 |                      |                | 56e             |                |                       |